# Eddara costalis
Eddara costalis är en insektsart som beskrevs av Victor Lallemand 1928. Eddara costalis ingår i släktet Eddara och familjen lyktstritar. Inga underarter finns listade i Catalogue of Life.